# Boris Henry
Pour les articles homonymes, voir Henry.
Boris Henry (né le 14 décembre 1973 à Völklingen) est un athlète allemand, spécialiste du lancer du javelot.
Il remporte à trois reprises la médaille de bronze dans une compétition internationale majeure, deux fois aux Championnats du monde (1995 et 2003) et une fois aux Championnats d'Europe (2002).

## Palmarès

### Championnats du monde
- Championnats du monde d'athlétisme 1995 à Göteborg :
  -  médaille de bronze du lancer du javelot
- Championnats du monde d'athlétisme 2003 à Paris :
  -  médaille de bronze du lancer du javelot

### Championnats d'Europe
- Championnats d'Europe d'athlétisme 2002 à Munich :
  -  médaille de bronze du lancer du javelot